# Cornville (Maine)
Cornville es un pueblo ubicado en el condado de Somerset en el estado estadounidense de Maine. En el Censo de 2010 tenía una población de 1.314 habitantes y una densidad poblacional de 12,39 personas por km².

## Geografía
Cornville se encuentra ubicado en las coordenadas 44°52′00″N 69°40′28″O / 44.86667, -69.67444. Según la Oficina del Censo de los Estados Unidos, Cornville tiene una superficie total de 106.03 km², de la cual 105.5 km² corresponden a tierra firme y (0.5%) 0.53 km² es agua.

## Demografía
Según el censo de 2010, había 1.314 personas residiendo en Cornville. La densidad de población era de 12,39 hab./km². De los 1.314 habitantes, Cornville estaba compuesto por el 98.1% blancos, el 0.91% eran afroamericanos, el 0.08% eran amerindios, el 0.23% eran asiáticos, el 0% eran isleños del Pacífico, el 0.08% eran de otras razas y el 0.61% pertenecían a dos o más razas. Del total de la población el 0.46% eran hispanos o latinos de cualquier raza.